# Nakota
Vengono oggi definiti, e definiscono sé stessi, come Nakota (o Nakoda o anche Nakona), i popoli nativi americani tradizionalmente noti con il nome di Assiniboin (o Hohe) negli Stati Uniti e anche come Stoney in Canada. Si tratta di popolazioni di lingua dakotan anticamente distaccatesi dal tronco principale della nazione sioux, dislocandosi nelle zone più a nord e ad ovest dell'originario Minnesota (Montana, Nord Dakota e Canada) e divenendo quindi acerrime nemiche dei loro vecchi “alleati”.

## Storia di un errore di denominazione
Tradizionalmente, ma in modo quasi completamente generalizzato, le tribù appartenenti alla nazione sioux (o dakota) venivano classificate in tre raggruppamenti linguistici: i dakota in senso stretto, che costituivano il gruppo più orientale (in qualche modo quello originario) e si definivano Isáŋyathi o Isáŋathi (da cui l'appellativo europeizzato di Santee), i Lakota, che costituivano il gruppo più occidentale e si definivano Thítȟuŋwaŋ (nome europeizzato in Teton) e, finalmente, i Nakota, che si ritenevano raggruppare le due tribù centrali degli Yankton e degli Yanktonai, da cui la leggenda voleva che si fossero anticamente separati gli Assiniboin (i quali infatti parlavano un dialetto molto simile e chiamato con lo stesso nome).
Dopo che, nel corso degli anni, tale ripartizione era stata solo molto saltuariamente messa in dubbio, nel 1978, Douglas R. Parks, A. Wesley Jones, David S. Rood, e Raymond J. DeMallie intrapresero una ricerca linguistica sistematica nelle riserve sioux e assiniboin per stabilirne una volta per tutte la dialettologia precisa. Il risultato è stato che sia i Santee sia gli Yankton e gli Yanktonai si riferivano (e si riferiscono) a sé stessi come “Dakota”, mentre l'appellativo di “Nakota” (o “Nakoda”) era (ed è) appannaggio esclusivo degli Assiniboin e dei loro parenti canadesi, Stoney. 

Nonostante la pubblicistica, particolarmente quella non specialistica sul piano della linguistica, abbia mostrato più di qualche resistenza a far proprie in via definitiva le acquisizioni di Parks e DeMallie, esse sono state pienamente confermate dallo studio ultraventennale effettuato sul campo da Jan Ullrich e che ha portato alla redazione del suo recente dizionario lakota, pubblicato nel 2008. Secondo Ullrich, l'errata denominazione di Yankton e Yanktonai, come “Nakota”, 
 arrivando ad esercitare un tale potere di convincimento da influenzare perfino nativi dakota e lakota. 
Che non si sia trattato nemmeno di una successiva regressione terminologica dovuta alla permanenza di Yankton e Yanktonai nelle stesse riserve con i Santee, è confermato dalla mancanza, secondo Ullrich, di riferimenti nei testi più antichi dei vari dialetti sioux: in particolare, ad esempio, «John P. Williamson, nel suo English-Dakota Dictionary (Williamson 1902), elenca il termine dakota come nome proprio per il popolo dakota, ma non menziona il termine nakota» nonostante avesse ampiamente lavorato con gli Yankton e inserisca ripetutamente, nel suo vocabolario, varianti yankton delle voci in dialetto santee. Del resto, sempre Ullrich rileva che probabilmente la prima ad evidenziare l'errore di denominazione degli Yankton-Yanktonai fu proprio una grande studiosa di origine yankton, e quindi in grande cognizione di causa, come Ella Cara Deloria (n. 1888).
In conclusione, comunque, è senza dubbio accertato da tutti gli studi sul campo citati e da tutti i siti internet delle riserve sioux e assiniboin/stoney che, al di là delle possibili varianti ortografiche, oggigiorno i gruppi interessati si autodefiniscono come segue (e nessun elemento induce a pensare che in passato accadesse diversamente):

- Dakhóta (o Dakhód) – i Santee
- Dakȟóta (o Dakȟód) – gli Yankton e gli Yanktonai
- Lakȟóta (o Lakȟól) – i Teton (denominazione peraltro da lungo tempo divenuta arcaica e sostituita dal puro e semplice Lakȟóta)
- Nakhóta (o Nakhóda o Nakhóna[11]) – gli Assiniboin[12]
- Nakhóda (o Nakhóta) – gli Stoney[12]

## Le tendenze odierne
Al giorno d'oggi si registra, da parte degli Assiniboin e soprattutto degli Stoney canadesi, una forte propensione a minimizzare le rotture del passato e a rioccupare il proprio posto, se non nella “nazione sioux”, che non esiste più (se mai è esistita), almeno nella tradizione sioux. Tale propensione è apertamente dichiarata sui siti internet legati alle First nations canadesi ed è anzi, spesso ufficialmente dichiarata a livello degli organismi rappresentativi tribali. Valgano ad esempio lo stesso nome assunto dall’"Alexis Nakota Sioux First Nation" o l'orgoglioso richiamo fatto dalla "Nakoda First Nation" dell'Alberta alla propria ascendenza sioux ed al valore della propria lingua nativa: “Come discendenti delle grandi nazioni sioux, gli odierni membri della tribù stoney preferiscono condurre la conversazione e gli affari tribali nella loro madrelingua sioux”. Addirittura più estesa e ragionata è l'adesione alla tradizione sioux da parte delle tribù assiniboin e stoney del Saskatchewan. Con tali premesse non meraviglia che da parte delle strutture tribali nakota/nakoda sia stata data un'adesione massiccia alle recenti iniziative pan-sioux di rivitalizzazione delle lingue native, ed in particolare agli annuali “Lakota, Dakota, Nakota Language Summit”, indetti, a partire dal 2008, dall'organizzazione non-profit lakota per la promozione ed il rafforzamento della lingua, Tusweca Tiospaye, con la finalità di “Unire i Sette Fuochi del Consiglio per salvare la lingua”. Stante però il solco di (sostanziale) reciproca inintelligibilità creatosi ormai nel gruppo delle lingue dakotan tra i dialetti dakota/lakota e quelli nakota/nakoda, è dubbio se tali sforzi di rivitalizzazione unitaria di una lingua sioux potranno avere dei risultati significativi e, comunque, solo il tempo sarà in grado di dirlo.